# Pixley Ka Izaka Seme
Pixley Ka Izaka Seme (Inanda, Natal, 1 de outubro de 1881 — Joanesburgo, 7 de junho de 1951) foi um advogado e político sul-africano. 
Graduado pela Universidade de Columbia, em Nova Iorque, e formado em direito pela Universidade de Oxford, no Reino Unido (1906), retorna à África do Sul com dois objetivos: abrir um escritório de advocacia e ajudar na reconstrução da nação zulu. Em Joanesburgo, Seme organizou uma conferência com o objetivo de reunir todas as facções raciais negras sul-africanas em uma única força política. Sob sua direção, os diversos líderes se reuniram no dia 8 de janeiro de 1912, na cidade de Blumefontaina, para fundar o Congresso Nacional Nativo da África do Sul, primeiro partido político formado por africanos negros com forte representatividade, renomeado de Congresso Nacional Africano, em 1923.